# Johanna Leedham
Johannah Alison „Jo” Leedham-Warner  (ur. 5 grudnia 1987 w Ellesmere Port) – angielska koszykarka grająca na pozycjach rzucającej lub niskiej skrzydłowej, reprezentantka kraju, olimpijka, obecnie zawodniczka OGM Orman.
14 czerwca 2018 została zawodniczką CCC Polkowice.

## Osiągnięcia
Stan na 20 grudnia 2019, na podstawie, o ile nie zaznaczono inaczej.

### Drużynowe
- Mistrzyni:
  - EuroCup (2016)
  - Polski (2019)[3]
  - Francji (2013, 2015)
- Wicemistrzyni:
  - Francji (2014, 2016)
  - Australii (WNBL – 2012)
- Brąz Euroligi (2013)
- Zdobywczyni:
  - pucharu:
    - Francji (2014, 2017)
    - Polski (2019)[4]

  - Superpucharu Francji (2014, 2015)
- Finalistka pucharu Francji (2015, 2016)
- Uczestniczka:
  - Euroligi (2010/2011, 2012–2018)
  - Eurocup (2015/2016)

### Indywidualne
- Liderka WNBL w przechwytach (2012)

### Reprezentacja
Seniorów
- Uczestniczka:
  - igrzysk olimpijskich (2012 – 11. miejsce)
  - Eurobasketu (2011 – 11. miejsce, 2013 – 9. miejsce, 2019 – 4. miejsce)
  - kwalifikacji do Eurobasketu (2009, 2017)
- Liderka:
  - strzelczyń igrzysk olimpijskich (2012)
  - Eurobasketu w:
    - asystach (2013)
    - przechwytach (2019)

Młodzieżowe
- Brązowa medalistka mistrzostw Europy U-20 dywizji B (2007)
- Uczestniczka:
  - Eurobasketu:
    - U–20 dywizji B (2006 – 4. miejsce, 2007)
    - U–18 dywizji B (2005)

  - kwalifikacji do Eurobasketu:
    - U–18 (2004)
    - U–16 (2003)